# Кимото, Ориэ
Наоко Ябута (яп. 薮田 尚子 Ябута Наоко, род. 26 января 1979, Токио, Япония), более известная под псевдонимом Ориэ Кимото (яп. 樹元 オリエ Кимото Ориэ) — японская актриса и сэйю.

## Карьера
В ноябре 2002 года она впервые вышла на сцену в 51-м спектакле компании 21st Century Fox под названием «Лунный свет и орган». С тех пор она появлялась на их сцене и выступала в качестве актрисы в составе театральной труппы «Саннинкай», возглавляемой Каппей Ямагути , Ватару Такаги и Томокадзу Секи . 31 марта 2006 года она покинула компанию 21st Century Fox. Позже она стала членом Гоку, возглавляемого Каппей Ямагути.
В 2004 году она дебютировала в качестве актрисы озвучивания в аниме-фильме под названием «Инуяша: Огонь на мистическом острове» . После этого она сформировала театральное объединение «Тацуми Мусуме» с Яёи Отомо, Май Танака, Кадзуки Юкимуро и другими.
С 2008 года она сфокусировалась на сценических выступлениях, периодически участвуя в них. Иногда работает актрисой озвучивания.

## Личная жизнь
8 июня 2010 года она объявила о своей свадьбе и беременности. В октябре этого же года родила ребёнка.

## Фильмография

### Аниме
2006
- Ayakashi: Samurai Horror Tales — Тэнсю Моногатари
- Ballad of a Shinigami — Аямэ Кодзакай
- D.Gray-man — Тэрима
- Futari wa Pretty Cure Splash Star — Саки Хюга / Кюа Блум / Кюа Брайт

2007
- D.C.II: Da Capo II — студент (8 серия)
- D.C.II: Da Capo II (2 сезон) — девушка (3 серия)
- Hitohira — Муги Асай
- Majin Tantei Nōgami Neuro — Мэй Нисида
- Nagasarete Airantou — Синобу

2008
- Neo Angelique Abyss — Салли
- Porphy no Nagai Tabi — Масирд

2012
- Area no Kishi — Момоко Фукусива

### Фильмы
- Futari wa Pretty Cure Splash Star the Movie: Tic-Tac Crisis Hanging by a Thin Thread! — Саки Хюга / Кюа Блум / Кюа Брайт
- Pretty Cure All Stars — Саки Хюга / Кюа Блум / Кюа Брайт